# Fauchon Paris
Pour les articles homonymes, voir Fauchon.
Fauchon est une entreprise mondiale de gastronomie de luxe, vendant des produits à sa marque dans toutes les catégories de l’agroalimentaire. Fauchon a pour métiers principaux l’épicerie fine, la pâtisserie, la boulangerie, la confiserie, mais aussi les activités d'hôtellerie et de restauration.
Fondée en 1886 à Paris, Fauchon dispose de 66 points de vente dans le monde.

## Historique

### Les origines
Le fondateur de la marque Fauchon, Auguste Fauchon, nait dans le Calvados en 1856. Arrivé en 1880 à Paris, il commence à vendre ses produits dans la rue comme marchand de quatre saisons, puis négociant en vins et alcools.
Puis, en 1886, à tout juste 30 ans, il se lance en ouvrant l'épicerie Fauchon, place de la Madeleine dans le 8e arrondissement. Ce premier magasin existe encore, après avoir été totalement rénové en 2005[réf. non conforme], puis en 2007 par le designer Christian Biecher[réf. non conforme].
La qualité des produits fabriqués par Fauchon et ses nombreux fournisseurs lui assurent rapidement une notoriété internationale, symbolisant le luxe à la française.
Pendant la Seconde Guerre mondiale, les restrictions et le rationnement général mettent la société en situation difficile. Auguste Fauchon meurt en 1945 et l’entreprise est vendue par ses enfants en 1952.

### L'ère moderne: de 1952 à 1998

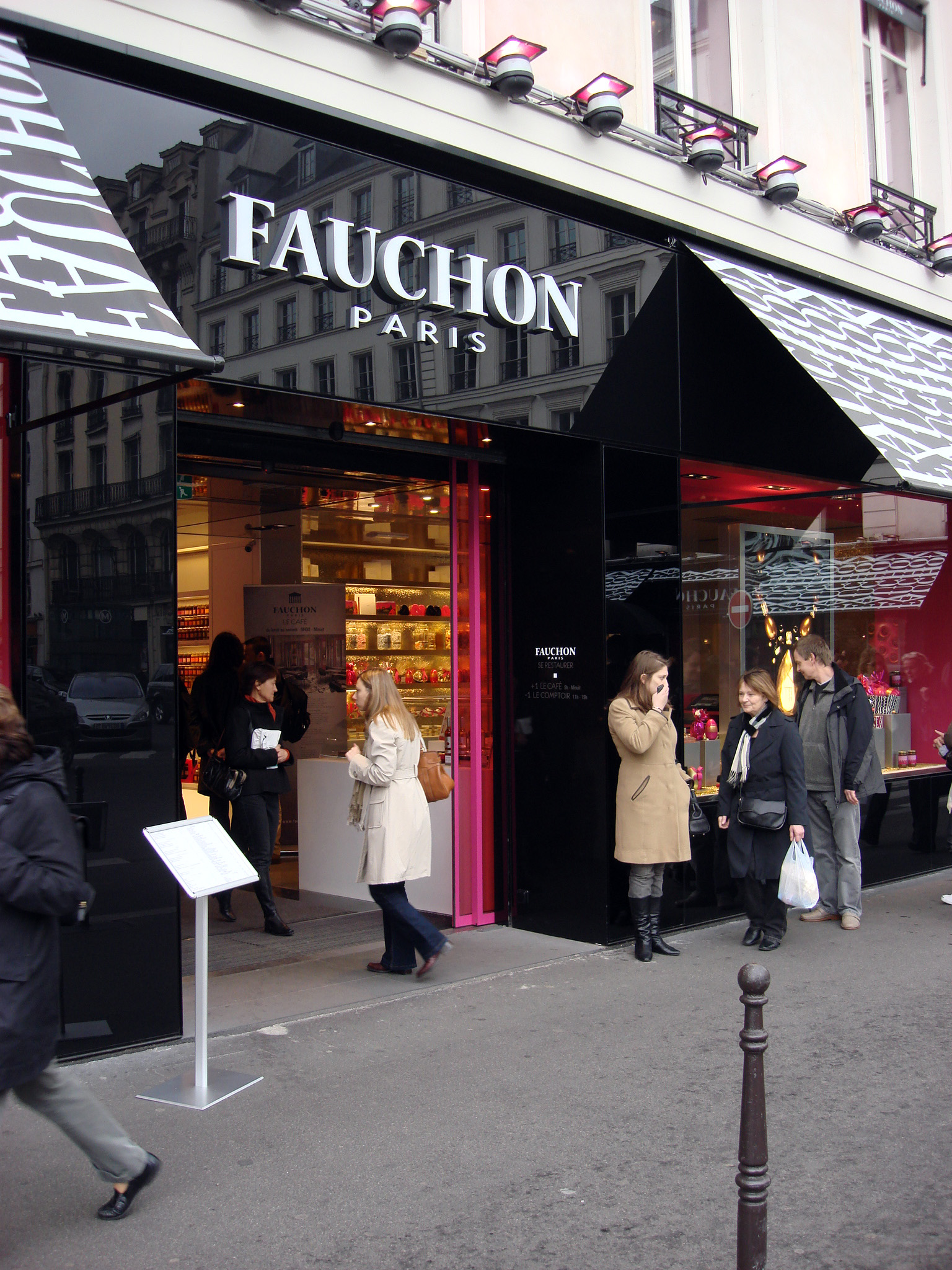
Entrée du magasin Fauchon de la place de la Madeleine en 2008.

En 1952, Joseph Pilosoff, ancien propriétaire du Chocolat Poulain, des « Ciseaux d’argent » à Saint-Cloud et d'« Aux 100 000 chemises » à Paris, reprend l’affaire Fauchon et entreprend un important partenariat avec la compagnie Air France. Il développe également l'enseigne à l'étranger, avec l’ouverture de magasins Fauchon, notamment au Japon, dès 1972, au sein des grands magasins Takashimaya.
Le 8 mai 1970, elle est pillée par des militants maoïstes.
Après le décès de Joseph Pilosoff en 1981, sa fille reprend la direction de Fauchon. Elle meurt accidentellement dans un incendie avec sa fille cadette Nathalie Guglielmino, dans le restaurant de direction de l’entreprise en décembre 1985, à la suite d'un départ de feu dans les cuisines. À 33 ans, sa fille aînée Martine et son mari Philippe Prémat se retrouvent propriétaires de Fauchon.
La reprise par Martine Prémat s’avère difficile : le chiffre d'affaires stagne depuis le début de la décennie autour de 250 millions de francs (38 millions d’euros), avec des pertes de 5 millions en 1991, 4,7 millions en 1993 et 11,9 millions en 1996, un endettement de 73 millions de francs (11 millions d’euros) et des capitaux propres négatifs de 4,9 millions. La stratégie engagée pour entrer dans la grande distribution chez Carrefour ou Auchan est vivement critiquée, car il est reproché à la direction d'avoir pris le risque de banaliser et de brouiller l'image de la maison.
En 1986, Pierre Hermé prend la direction de la pâtisserie chez Fauchon, poste qu'il conservera 10 ans jusqu'à son départ chez Ladurée en 1996.
Malgré les tentatives de développement au cours des années 1990, en ouvrant successivement des magasins à Genève et en Arabie saoudite, Martine Prémat cède en mars 1998 l'entreprise et ses actifs, dont les immeubles de la place de la Madeleine à un groupe d’investisseurs dirigé par Laurent Adamowicz,.

### De 1998 à 2003: l'ouverture vers de nouveaux marchés
Laurent Adamowicz positionne la marque sur le marché de la gastronomie de luxe : campagnes de publicité, rénovation des magasins, lancement de nouveaux produits, sortie de la marque de la grande distribution, partenariat avec Air France. Il assure aussi la promotion de jeunes chefs pâtissiers tels que Sébastien Gaudard, Christophe Adam et Dominique Ansel, après le départ de Pierre Hermé.
En octobre 1999, Fauchon vend l'ensemble immobilier de la place de la Madeleine pour 100 millions de francs à la société foncière OGIC afin de financer son développement sur le marché américain. Fauchon devient ainsi locataire de ses surfaces commerciales.
La société se développe sur le marché américain, en consacrant 60 millions de francs (9,2 millions d’euros) sur 5 ans et en s'associant à l'enseigne de grands magasins Neiman Marcus,, mais aussi au Japon, en Corée du Sud, à Taïwan, au Moyen-Orient, aux États-Unis,,.
En France, l'acquisition pour 39 millions d'euros des boutiques Flo Traiteur au Groupe Flo en novembre 2002,, augmente le nombre de points de vente parisiens de 12 boutiques. En 2003, le réseau Fauchon comptabilise ainsi 650 points de vente en franchise, 16 magasins en propre (dont 3 à New York et 13 à Paris).

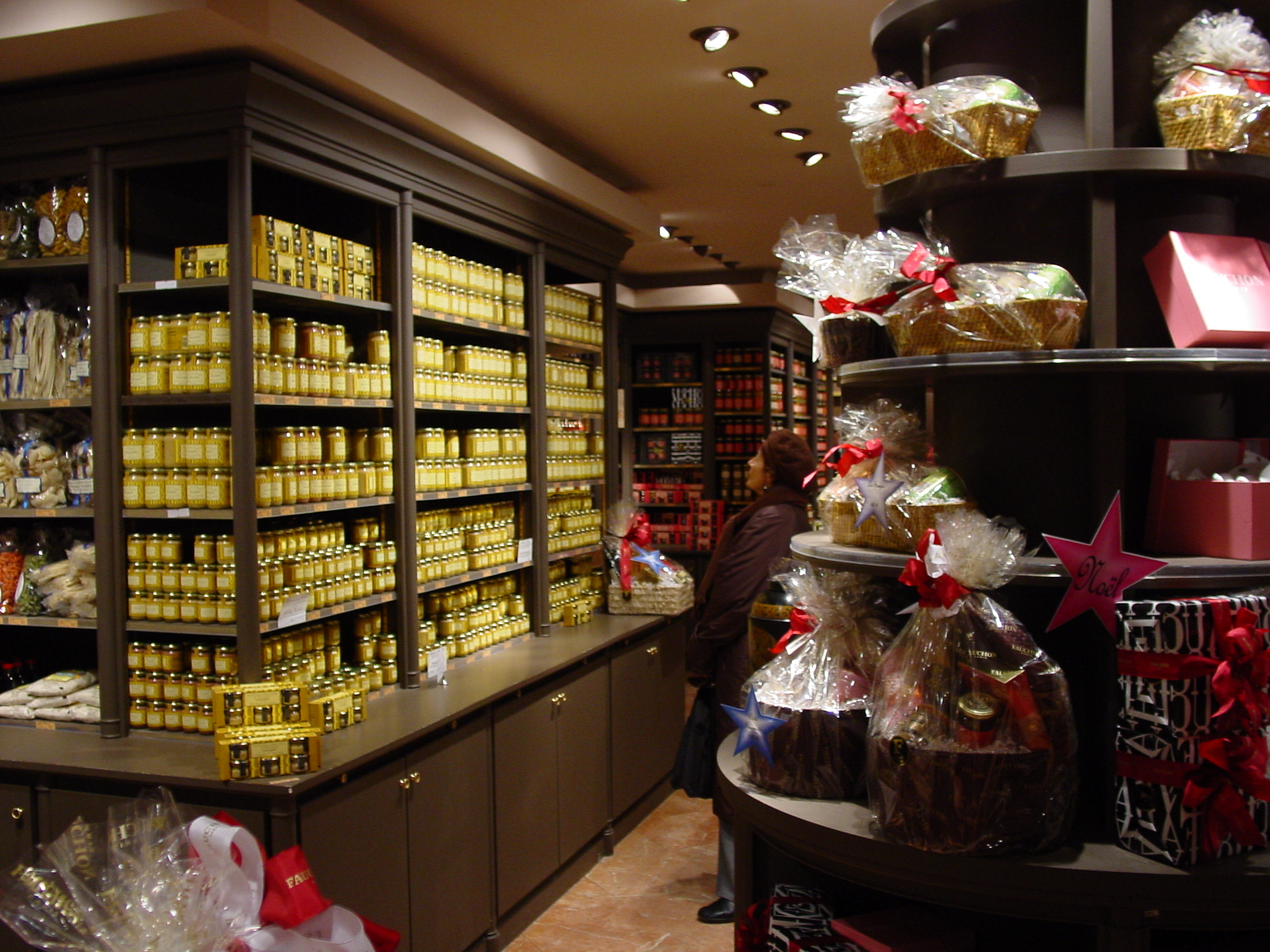
Intérieur d'un magasin Fauchon à Paris en 2003.

Durant l'été 2003, l'entreprise, lourdement endettée par la conversion des magasins parisiens de Flo Traiteur à l’enseigne Fauchon,, connaît une grave crise de trésorerie, dans un contexte économique mondial difficile qui touche de plein fouet les industries du luxe (la guerre d'Irak en avril 2003, l’épidémie mondiale de grippe aviaire (SRAS) en mai 2003, puis la canicule européenne de 2003). Le 14 janvier 2004, Laurent Adamowicz cède ses actions de contrôle du holding de tête de Fauchon et quitte le groupe.

### Depuis janvier 2004: nouveaux développements
Michel Ducros est nommé président de Fauchon en janvier 2004 par tous les actionnaires du groupe,,, alors qu’il ne détient encore que 17 % des actions, et s’attelle immédiatement à sa gestion dans un contexte délicat : Fauchon a perdu 11,5 millions d'euros pour 80 millions de chiffre d'affaires pour l'année terminée le 31 mars 2004.
Les nouveaux actionnaires de l’entreprise adoptent dès lors une stratégie visant à réduire les coûts et cèdent les activités non stratégiques :
- La fermeture des magasins en Russie et aux États-Unis[33],[34],[35]
- La vente des activités de plateaux-repas au groupe Fleury Michon[36]
- La cession des magasins parisiens de Fauchon au concurrent Lenôtre[37],[38]
- Des suppressions d'emplois de 700 personnes entre 2004 à 2010, passant de 900 à 200 personnes[39].

À partir de 2005, Michel Ducros rachète la plupart des actionnaires privés et institutionnels : la totalité des actions détenues par le Groupe Barclays, puis en 2009, la participation de 36 % de la Compagnie du Bois Sauvage (nl), celle de Matignon Investissement & Gestion, et enfin les actionnaires minoritaires. Michel Ducros détient 95 % du capital de Fauchon : « Je suis un entrepreneur, j'investis à long terme », affirme l'intéressé.
Michel Ducros revoit également sa stratégie commerciale en se recentrant sur le savoir-faire artisanal, et met en place une politique d'approvisionnement « exigeante ». Ces changements s’opèrent alors qu'Isabelle Capron, recrutée comme Directrice Générale par Michel Ducros, entreprend un rajeunissement de l'image de la maison de la place de la Madeleine ; en rénovant l'identité visuelle de Fauchon. En tant que boulanger, pâtissier et traiteur, Fauchon continue à produire dans ses ateliers (à Courbevoie pour la pâtisserie), l'ensemble des créations de la maison.
Après le départ d'Isabelle Capron en 2012, Michel Ducros nomme Éric Vincent Directeur Général de Fauchon. Celui-ci annonce d'emblée des plans d'expansion de l'entreprise en visant une centaine de points de vente en 2017, essentiellement en franchise. En mars 2014, Éric Vincent quitte Fauchon et Michel Ducros reprend à nouveau la direction de l'entreprise.
Malgré les expériences infructueuses aux États-Unis et en Chine, Fauchon totalise en 2013, une soixantaine de magasins et restaurants à enseigne implantés dans le monde, dont 23 au Japon. En 2013, le chiffre d’affaires à l’international représente 80 % de l’activité du groupe[réf. non conforme]. Depuis 2014, soit dix ans après la reprise en main par Michel Ducros, Fauchon a repris des couleurs et investit en Asie, en Amérique du Nord, et au Moyen-Orient, où se concentrent les nouvelles ouvertures.

### 2015 – 2018: diversification dans l'hôtellerie
En septembre 2015, Fauchon adopte une nouvelle stratégie et décide de développer une offre hôtelière d'hôtels Boutique de Luxe.
Fauchon s'associe avec le groupe hôtelier parisien Esprit de France, filiale de la Compagnie Lebon, pour créer et cogérer le premier Hôtel Fauchon place de la Madeleine à Paris (5 étoiles, 54 chambres, dont 22 suites), dans un immeuble acquis par la Qatar National Bank Capital,.
En mars 2018, Fauchon crée la filiale Fauchon Hospitality pour développer une collection d'hôtels de luxe dans le monde. Fauchon Hospitality est dirigé par Jacques-Olivier Chauvin et Bernard Lambert, précédemment président de la SBM et du Méridien, accompagne le projet dans sa stratégie internationale.
La même année, Samy Vischel est nommé président de Fauchon et vice-président de Fauchon Hospitality.

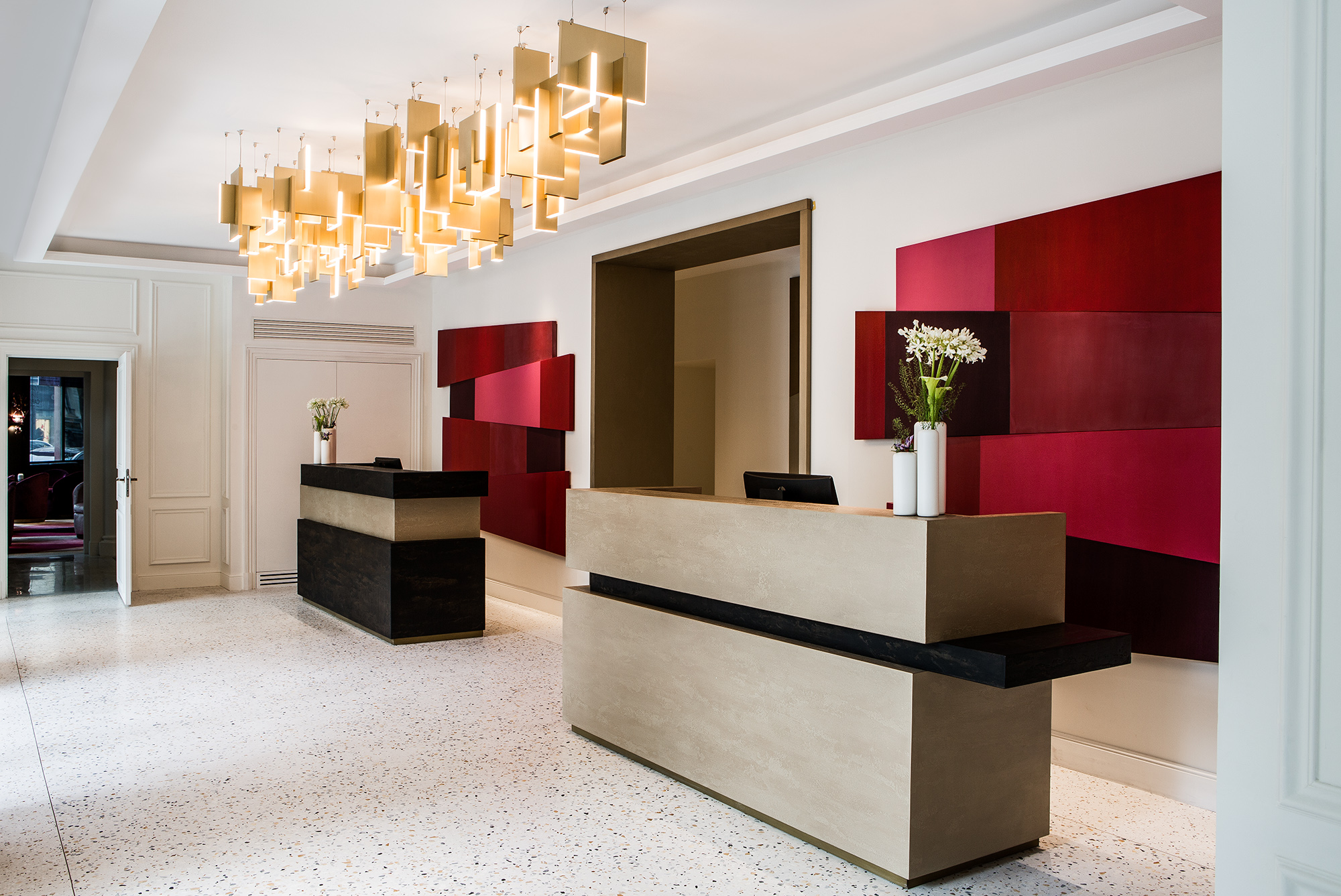
Fauchon L'Hôtel Paris.

L’ambition de Fauchon Hospitality est d’ouvrir 20 boutique-hôtels de luxe dans le monde en priorité au Japon, en Europe, au Moyen-Orient et en Amérique du Nord.
Le 1er septembre 2018, Fauchon L’Hôtel Paris ouvre ses portes. L’hôtel 5 étoiles est, dès son ouverture, affilié à Leading Hotels of the World. Richard Martinet (Affine Design) en est le créateur du concept architectural, décliné par l'Atelier Paluel Marmont.

### De 2018 à 2020: difficultés financières et fermeture du magasin historique
Le site historique de la place de la Madeleine est durement frappé successivement par les attentats de janvier et novembre 2015, en 2018 par la crise des gilets jaunes, les grèves de 2019-2020 et la quasi-disparition du tourisme à cause de la pandémie de Covid-19.
Le 29 janvier 2020, la filiale Fauchon Réceptions est placée en liquidation judiciaire suivi le 23 juin 2020 par la demande de placement en redressement judiciaire de la société mère qui est prononcé la semaine suivante.
Le 10 juillet 2020, est lancé un appel d'offres en vue d'un plan de cession partielle.
Le 16 septembre 2020, le tribunal de commerce de Bobigny approuve le plan de continuation de l'entreprise qui prévoit la fermeture des boutiques historiques du 24–26 et 30 place de la Madeleine. Seuls l'hôtel, le Grand Café et la boutique de thé demeurent ouvertes. La fermeture de ces deux boutiques va provoquer 77 licenciements parmi le personnel,.

### 2021: Ouverture de l’hôtel Kyoto et reprise des activités

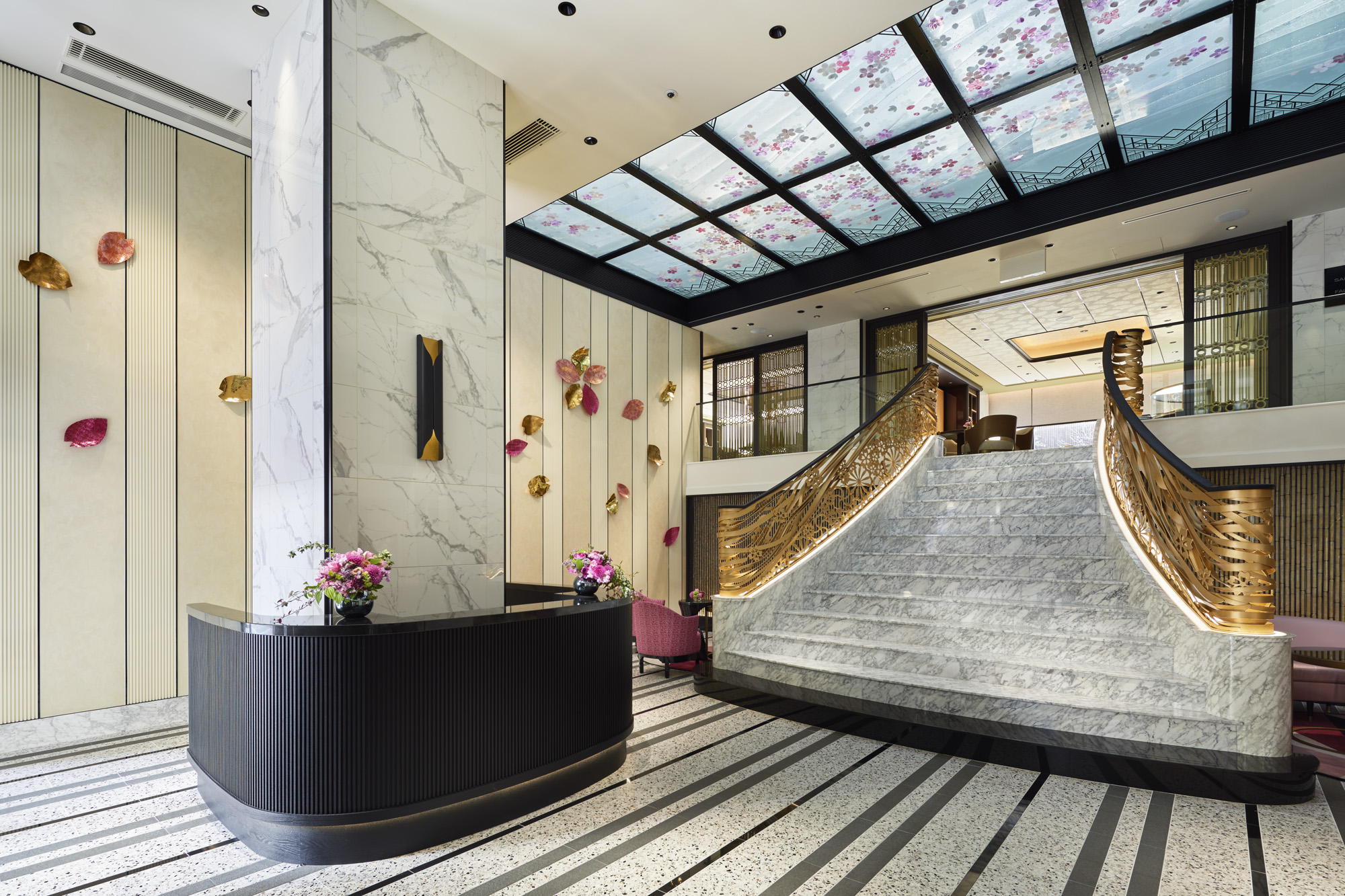
Fauchon L'Hôtel Kyoto.

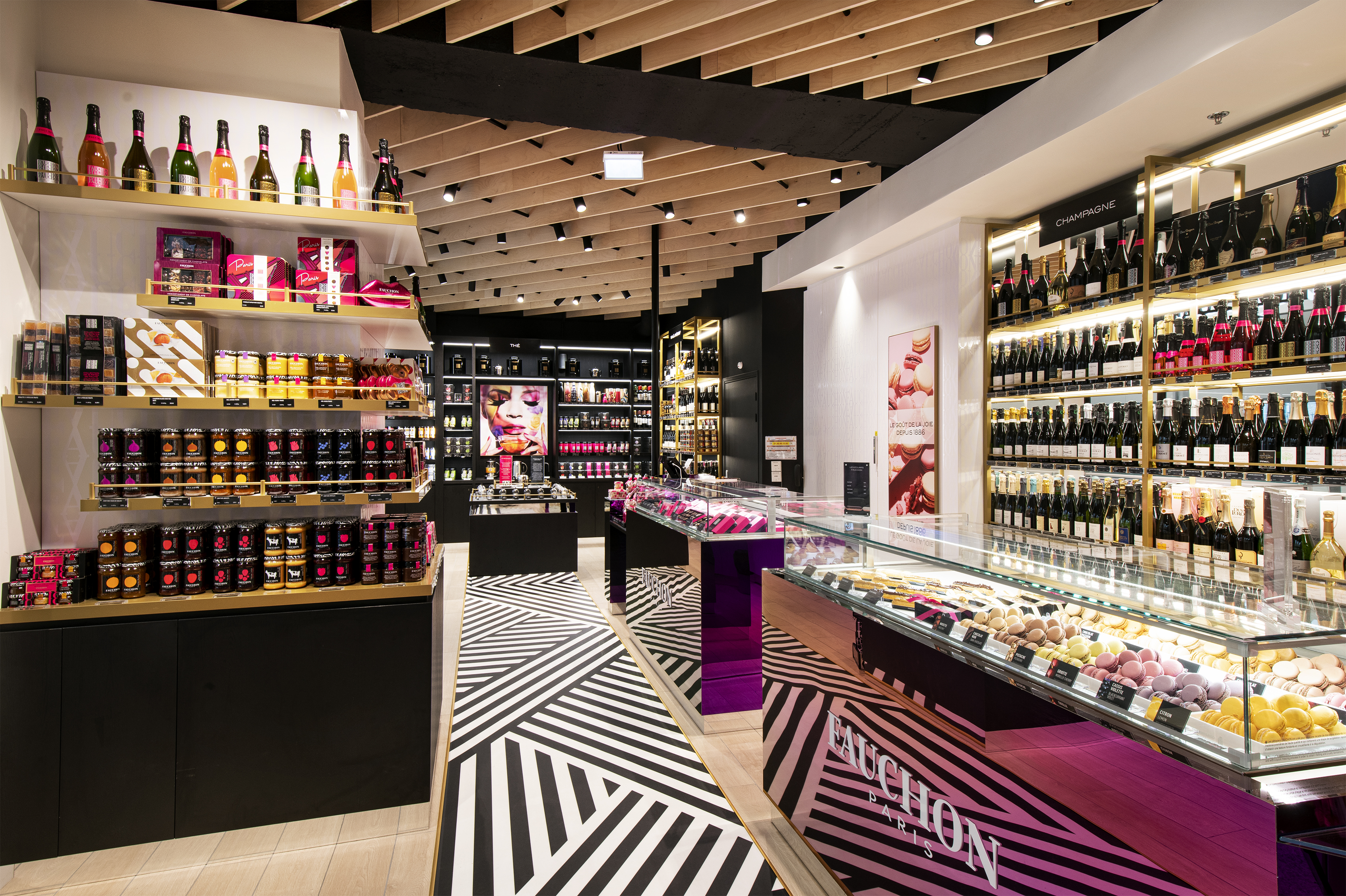
Boutique Fauchon Montparnasse Paris, octobre 2021.

Après avoir vu son plan de continuation accepté en septembre 2020  et avoir fermé, peu après, ses magasins Fauchon a commencé à relancer ses activités.
Plus de deux ans après le lancement du premier hôtel Fauchon à Paris, c’est au Japon, à Kyoto que la marque a ouvert le 16 mars 2021, son second boutique-hôtel 5 étoiles.
Plusieurs ouvertures de magasins ont permis la relance économique de l'entreprise :  
Août 2021 : ouverture magasin et restaurant au sein du Mall of the Emirates à Dubaï.
été 2021 : ouverture magasin et restaurant à Nice au sein du centre commercial Cap 3000.
Octobre 2021 : ouverture boutique gare Montparnasse à Paris ainsi qu'un second magasin à Tahiti.
Novembre 2021 : ouverture de deux boutiques et deux restaurants à Santa Fé et Perisur (Mexique).
En fin d'année 2022, la marque a annoncé l'ouverture prochaine d'un troisième hôtel 5* : Fauchon L’Hôtel Riyadh en Arabie Saoudite. En mars 2023, la marque a signé un accord avec Aleph Hospitality, société de gestion hôtelière indépendante basée à Dubaï, pour exécuter le développement et la gestion opérationnelle de ses hôtels au Moyen-Orient et en Afrique.

### 2022: L'école Fauchon et rachat par le groupe breton Galapagos
La marque a annoncé l'ouverture de l’école Fauchon avec des formations sur les métiers de bouche et de service, basée à Rouen.
Le 28 mai 2024, Fauchon annonce la cession du groupe par son propriétaire Michel Ducros au groupe breton Galapagos, détenu par la famille Tacquard et propriétaire des marques Traou Mad ou encore Gavottes,.